# Соскин, Авраам
Авраам Соскин (ивр. אברהם סוֹסְקין‎;
28 ноября 1881 г. — 28 августа 1963 г.) — русский и израильский фотограф, который запечатлел создание еврейской общины в Палестине.
Соскин стал известен как «фотограф Тель-Авива».
На одной из его фотографий было запечатлено историческое событие, розыгрыш 11 апреля 1909 года участков для застройки будущего посёлка Ахузат-Баит, из которого впоследствии вырос Тель-Авив. Кроме того, он создал галерею портретов сионистских лидеров в критические моменты создания Государства Израиль. Большинство его фотографий — постановочные, отражающие характеры людей и событий трудного периода становления государства.

## Биография
Соскин родился в семье Иекутиэля Залмана, богатого торговца зерном и Лизаэльты Райхлиной в Орше Могилёвской губернии Российской империи (ныне центр одноимённого района Витебской области Белоруссии). Получил традиционное еврейское образование, включая хедер, иешиву, также обучался в Смоленской гимназии, откуда в конце 1890-х годов был исключён за участие в деятельности сионистской организации «Поалей Цион». Фотографии он научился у своего шурина, после чего в качестве разъездного фотографа путешествовал по всей России, а в 1901 году поселился в Либаве (сегодня Лиепая в Латвии). В 1904 Соскин, присоединившись к группе сионистов, приехал в Палестину, но после короткого пребывания в стране заболел малярией и вернулся в Россию. Со своими друзьями из Лиепаи и большим количеством фотографического оборудования повторно иммигрировал в Эрец-Исраэль в 1905 году. Вместе со своими друзьями арендовал дом в Яффо, где молодые люди создали «Либавскую автономию», а Соскин открыл на улице Бустрос (ныне улица Разиэль) первую еврейскую фотостудию в Яффо. В 1910 году он женился на Гиттл Сосновик.
После того, как «Либавская автономия» распалась, Соскин основал фотостудию «Прогресс» в пригороде Яффы Неве-Шалом, а в 1914 году переехал жить в Тель-Авив после того, как муниципалитет выделил ему дом на улице Герцля 24, где он мог не только жить, но также иметь возможность заниматься фотографией. Соскин открыл первую в городе фотостудию на улице Лилиенблюм. В 1915 году он был арестован турецким губернатором в Яффо после того, как сфотографировал очередь за мукой, вследствие чего был обвинён в попытке опубликовать свидетельства бедности в Палестине под властью Турции. Через несколько часов его освободили, но сама фотография была уничтожена. В 1917 году Соскин и его семья были вместе со всеми жителями Тель-Авива депортированы на несколько месяцев в Петах-Тикву.
Соскин был профессиональным фотографом не только потому, что он зарабатывал на жизнь фотографией, но ещё из-за того, что считал должным запечатлеть историю еврейского народа. В 1926 году он опубликовал свою самую известную книгу «Зеркала Тель-Авива 1909—1926», в которой были представлены фотографии многих важных событий со времени основания города Тель-Авива. За эту книгу Соскин получил благодарственные письма от Меира Дизенгофа. Между 1923 и 1924 годами он отправился в свою главную фотографическую экспедицию на север страны, которая была профинансирована Фондом трудящихся Эрец-Исраэль.
В 1933 году Соскин перестал делать новые фотоснимки, закрыл свою студию и примерно до 1950 года занимался разбором своего архива фотопластинок и печатью фотографий. Кстати, весь свой архив стеклянных негативов Соскин хранил на крыше своего дома, в прачечной. В 1951 году он официально вышел на пенсию. Соскин умер в 1963 году в Тель-Авиве и был похоронен на кладбище Кирьят-Шауль.
Его именем названа улица в Тель-Авиве.

## Работы Соскина
Собрание фотографий Соскина можно разделить на три основные группы:
- пейзажные фотографии Земли Израиля;
- строительство еврейских поселений вообще, и строительство Тель-Авива в частности;
- портреты и постановочные фотографии, снятые в студии.

### Фотографии Земли Израиля
Фотографии Земли Израиля, сделанные Соскиным, были посвящены различным моментам создания еврейских поселений в Палестине. Обычно они делались либо по указанию государства, либо финансировались частными лицами, но некоторые фотографии Соскин сделал по собственной инициативе. Соскин часто запрашивал финансирование из других источников, например, у Еврейского национального фонда, поскольку считал важной исторической задачей задокументировать моменты создания еврейских поселений. Обычно он делал фотографии при естественном освещении, а людей на них расставлял специальным образом, давая им в руки орудия производства. Во многих случаях снимки Соскина были явно постановочными, их герои были одеты в чистую одежду и не выполняли никакой реальной физической работы. В архиве, который он оставил, почти не было изображений евреев из восточных общин или арабов. Необычная для него серия фотографий йеменских евреев называлась «Старый ишув». Соскин никогда не водил машину, и в отдалённые районы, для того чтобы сделать там фотографии, добирался и доставлял фотооборудование на автомобиле, которым управлял водитель, или же попросту на осле.

### Фотографии Тель-Авива
Начиная с 1909 года Соскин начал снимать районы нового города Тель-Авива. Вначале он фотографировал появление среди дюн посёлка Ахузат-Баит, а также группы строителей, тракторы, железные дороги, палатки на берегу моря и тому подобное. Во время одной из своих поездок он сфотографировал распределение земельных участков для будущего посёлка Ахузат-Баит, и эта фотография стала исторической. Она считается первым фотографическим свидетельством возникновения города Тель-Авив. Его книга «Зеркала Тель-Авива 1909—1926» включила в себя лучшие фотографии города того периода.

### Студийные фотографии
Соскин часто снимал портреты в своей частной студии, которая находилась в его доме на улице Герцля 24. Он фотографировал политиков, исторических личностей, художников, интеллектуалов и обычных людей. Его студийные фотографии характеризуются высоким качеством и соблюдением тщательно сбалансированной композиции. Эти фотографии отражают осведомлённость Соскина о развивающемся мире фотографии, а также его желание экспериментировать с новыми фотографическими методами, такими как использование зеркал и затенения, а также с технологическими инновациями, такими как смягчающие линзы и двойная экспозиция. Некоторые из этих мер были интегрированы в его фотографический комплекс, а некоторыми он не пользовался по практическим соображениям.

## Художественное наследие
Фотоархив Авраама Соскина является одним из наиболее важных источников о создании Тель-Авива, одного из первых современых еврейских городов в Земле Израиля. В 2003 году одновременно в двух музеях Израиля состоялась ретроспективная выставка «Авраам Соскин, Ретроспектива: 1905—1945». В Тель-Авивском музее изобразительных искусств были выставлены фотографии по истории Тель-Авива, а в израильском музее фотографии в Тель-Хай — по истории поселений.
В архивах Института Лавона, где находятся многие его фотографии, архивы разделены по следующим темам: сионистские поселения и первые еврейские города, школы и детские сады, театры и спектакли, промышленность и сельское хозяйство, а также постановочные студийные фотопортреты. Фактически Соскин задокументировал почти каждое крупное событие в истории еврейской общины в Эрец-Исраэль и в первые десять лет существования государства Израиль, поэтому ценность сделанных им фотографий необычайно велика.

## Альбом фотографий
- Avraham Sosḳin, Album of Tel-Aviv Views, Berlin: Rotophot AG, 1926.